# Enteropogon
Enteropogon — рід грибів родини Eccrinaceae. Назва вперше опублікована 1979 року.

## Класифікація
До роду Enteropogon відносять 2 види:
- Enteropogon formosensis
- Enteropogon sexuale